# Tolleranza (fisiologia)
DipendenzaStato medico caratterizzato da ricerca compulsiva di stimoli gratificanti, nonostante le conseguenze negative
Comportamento di dipendenzaComportamento che è al tempo stesso gratificante e di rinforzo
Farmaco-dipendenzaFarmaco che è al tempo stesso gratificante e di rinforzo
TossicodipendenzaStato di adattamento associato a una sindrome di astinenza al momento della cessazione dell'esposizione ripetuta a uno stimolo (ad esempio, l'assunzione di farmaci)
Tolleranza inversa o sensibilizzazione al farmacoEffetto crescente di un farmaco derivante dalla somministrazione ripetuta a una data dose
Sindrome da astinenzaSintomi che si verificano al momento della cessazione del consumo ripetuto di sostanze
Dipendenza fisicaDipendenza che comprende i sintomi persistenti di astinenza fisica-somatico (ad esempio, la fatica e il delirium tremens)
Dipendenza psicologicaDipendenza che comprende i sintomi di astinenza emotivo-motivazionali (ad esempio, disforia e anedonia)
Stimoli rinforzoStimoli che aumentano la probabilità di comportamenti ripetuti associati loro
Stimoli gratificantiStimoli che il cervello interpreta come intrinsecamente positivo o come qualcosa a cui avvicinarsi
SensibilizzazioneRisposta aumentata a uno stimolo derivante dalla ripetuta esposizione a esso
Disturbo da uso di sostanzeCondizione in cui l'uso di sostanze porta a una compromissione funzionale significativa o disagio
TolleranzaDiminuzione dell'effetto di un farmaco dovuto alla somministrazione ripetuta a una data dose
La tolleranza è la perdita di risposta ad un farmaco.
Considerando la curva di un grafico dose-risposta alla somministrazione di un farmaco, all'aumentare della dose di farmaco, aumenta l'effetto; con l'uso ripetuto la curva si sposta verso destra (tolleranza) ed è quindi richiesta una dose maggiore per produrre lo stesso effetto precedentemente ottenuto alla dose inferiore. 
Esistono molte forme di tolleranza che si basano su molteplici meccanismi.
La tolleranza può essere selettiva e svilupparsi ad alcuni effetti di un farmaco molto più rapidamente rispetto ad altri. 
Per esempio, la tolleranza all'euforia prodotta da oppioidi quali l'eroina si sviluppa rapidamente, mentre la tolleranza agli effetti su funzioni vitali, quali la respirazione e la pressione arteriosa si sviluppa più lentamente. Quindi un tossicodipendente tende ad aumentare la dose per mantenere la funzione euforizzante, ma va così incontro a blocco respiratorio.

## Tolleranza innata o congenita
La tolleranza innata è una sensibilità (o mancanza di sensibilità), determinata geneticamente, a un farmaco, che è osservabile sin dalla prima volta che il farmaco viene assunto. La tolleranza innata è una variabile individuale che influenza lo sviluppo dell'abuso o della tossicodipendenza.

## Tolleranza acquisita
La tolleranza acquisita può essere suddivisa in tre tipi: farmacocinetica, farmacodinamica e tolleranza appresa, comprendente una forma di tolleranza comportamentale riferita come tolleranza condizionata.

### Tolleranza farmacocinetica
La tolleranza farmacocinetica è determinata da cambiamenti nella distribuzione o nel metabolismo del farmaco dopo somministrazione ripetuta di modo che concentrazioni ridotte siano presenti nel sangue e, di conseguenza, anche nei siti di azione. Tutto ciò si manifesta con la diminuzione dei livelli plasmatici e quindi degli effetti terapeutici.

### Tolleranza farmacodinamica
La tolleranza farmacodinamica è determinata da cambiamenti adattativi che si sono verificati nell'ambito di sistemi modificati dal farmaco, tali che la risposta a una data concentrazione di farmaco si riduce. I meccanismi più importanti sono la riduzione della densità recettoriale o dell'efficienza dell'accoppiamento del recettore al proprio sistema di trasduzione del segnale.

### Tolleranza appresa
La tolleranza appresa è determinata da meccanismi di compensazione che vengono appresi.
Un tipo di tolleranza appresa viene definita tolleranza comportamentale. Questo termine descrive le strategie attraverso cui l'individuo consapevole di un proprio deficit impara a mantenere la funzione deficitaria tramite tentativi ripetuti. Un esempio è imparare a camminare lungo una linea retta, nonostante l'incoordinazione motoria prodotta dall'intossicazione da alcol.
Un caso a parte di tolleranza comportamentale viene definita come tolleranza condizionata. La tolleranza condizionata (tolleranza specifica per una determinata situazione) è un meccanismo di apprendimento che si sviluppa quando un farmaco viene sempre assunto in presenza di dati riferimenti ambientali (odore associato al farmaco, visione della siringa), questi possono anticipare la presenza del farmaco e dare origine a fenomeni di adattamento ancora prima che il farmaco raggiunga il sito d'azione.

## Sensibilizzazione o tolleranza inversa
La sensibilizzazione o tolleranza inversa è l'aumento della risposta con la ripetizione della stessa dose di farmaco (spostamento verso sinistra della curva dose-risposta) ed è tipica di cocaina ed anfetamine.

## Tolleranza crociata
La tolleranza crociata è una tolleranza a farmaci dotati di struttura e meccanismo d'azione simili al farmaco di cui si fa uso ripetuto, ma che non sia stato necessariamente già a contatto con l'organismo prima della somministrazione e dell'assorbimento del suddetto. Un esempio è quello che riguarda benzodiazepine e barbiturici, entrambi agonisti indiretti sui recettori GABAa del SNC.